# 阿爾派恩鎮區 (密歇根州)
阿爾派恩鎮區（英語：Alpine Township）是位於美國密歇根州肯特縣的一個行政鎮區。

## 地方資料
阿爾派恩鎮區的面積為93.78平方千米，當中陸地面積為92.98平方千米，而水域面積為0.80平方千米。根據2020年美國人口普查的數據，當地共有人口14079人，而人口密度為每平方千米150.13人。